# Jockey Club Gold Cup
Jockey Club Gold Cup, är ett amerikanskt galopplöp för treåriga och äldre fullblod som rids årligen på Saratoga Race Course i Saratoga Springs i New York. Det är sedan 1973 ett Grupp 1-löp, det vill säga ett löp av högsta internationella klass. Löpet rids över 1 1/4 mile (2012 meter) på dirttrack under hösten.
Bland tidigare segrare i löpet finns Hall of Fame-invalda hästar som Easy Goer, Man o' War, Cigar, Skip Away, Curlin, Slew o' Gold, John Henry, Affirmed, Forego, Shuvee, Damascus, Buckpasser, Kelso, Sword Dancer, Nashua, Citation, Whirlaway och War Admiral. 
Trots prissumman på 1 mijon dollar och grupp 1-status, har löpets anseende minskat något de senaste åren, på grund av Breeders' Cup Classic som reds ungefär vid samma tidpunkt, samt att löpet sedan 1990 kortades ner till 1 1/4 mile. Segraren av Jockey Club Gold Cup kvalificerar sig automatiskt till årets upplaga av Breeders' Cup Classic. I samband med att löpet flyttades från Belmont Park inför 2021 års upplaga, blev det istället åtta veckors mellanrum mellan de två löpen. 

## Segrare
| År   | Häst               | Ålder | Jockey              | Tränare               | Dist. | Tid     |
| ---- | ------------------ | ----- | ------------------- | --------------------- | ----- | ------- |
| 2021 | Max Player         | 4     | Ricardo Santana Jr. | Steve Asmussen        | 1⁄4 m | 2:02.49 |
| 2020 | Happy Saver        | 3     | Irad Ortiz Jr.      | Todd Pletcher         | 1⁄4 m | 2:01.77 |
| 2019 | Code of Honor      | 3     | John Velazquez      | Shug McGaughey        | 1⁄4 m | 2:00.30 |
| 2018 | Discreet Lover     | 5     | Manuel Franco       | Uriah St. Lewis       | 1⁄4 m | 1:59.99 |
| 2017 | Diversify          | 4     | Irad Ortiz Jr.      | Richard Violette Jr.  | 1⁄4 m | 2:00.96 |
| 2016 | Hoppertunity       | 5     | John Velazquez      | Bob Baffert           | 1⁄4 m | 2:00.68 |
| 2015 | Tonalist           | 4     | John Velazquez      | Christophe Clement    | 1⁄4 m | 2:02.16 |
| 2014 | Tonalist           | 3     | Joel Rosario        | Christophe Clement    | 1⁄4 m | 2:02.12 |
| 2013 | Ron the Greek      | 6     | Jose Lezcano        | William I. Mott       | 1⁄4 m | 1:59.70 |
| 2012 | Flat Out           | 6     | Joel Rosario        | William I. Mott       | 1⁄4 m | 2:01.44 |
| 2011 | Flat Out           | 5     | Alex Solis          | Scooter Dickey        | 1⁄4 m | 2:03.17 |
| 2010 | Haynesfield        | 4     | Ramon Domínguez     | Steve Asmussen        | 1⁄4 m | 2:02.48 |
| 2009 | Summer Bird        | 3     | Kent J. Desormeaux  | Tim A. Ice            | 1⁄4 m | 2:02.51 |
| 2008 | Curlin             | 4     | Robby Albarado      | Steve Asmussen        | 1⁄4 m | 2:01:93 |
| 2007 | Curlin             | 3     | Robby Albarado      | Steve Asmussen        | 1⁄4 m | 2:01.20 |
| 2006 | Bernardini         | 3     | Javier Castellano   | Thomas Albertrani     | 1⁄4 m | 2:01.02 |
| 2005 | Borrego            | 4     | Garrett Gomez       | C. Beau Greely        | 1⁄4 m | 2:02.86 |
| 2004 | Funny Cide         | 4     | José A. Santos      | Barclay Tagg          | 1⁄4 m | 2:02.44 |
| 2003 | Mineshaft          | 4     | Robby Albarado      | Neil J. Howard        | 1⁄4 m | 2:00.25 |
| 2002 | Evening Attire     | 4     | Shaun Bridgmohan    | Patrick J. Kelly      | 1⁄4 m | 1:59.58 |
| 2001 | Aptitude           | 4     | Jerry Bailey        | Robert J. Frankel     | 1⁄4 m | 2:01.49 |
| 2000 | Albert the Great   | 3     | Jorge Chavez        | Nick Zito             | 1⁄4 m | 1:59.24 |
| 1999 | River Keen         | 7     | Chris Antley        | Bob Baffert           | 1⁄4 m | 2:01.40 |
| 1998 | Wagon Limit        | 4     | Robbie Davis        | H. Allen Jerkens      | 1⁄4 m | 2:00.62 |
| 1997 | Skip Away          | 4     | Jerry Bailey        | Hubert Hine           | 1⁄4 m | 1:58.89 |
| 1996 | Skip Away          | 3     | Shane Sellers       | Hubert Hine           | 1⁄4 m | 2:00.70 |
| 1995 | Cigar              | 5     | Jerry Bailey        | William I. Mott       | 1⁄4 m | 2:01.29 |
| 1994 | Colonial Affair    | 4     | José A. Santos      | Flint S. Schulhofer   | 1⁄4 m | 2:02.19 |
| 1993 | Miner's Mark       | 3     | Chris McCarron      | C. R. McGaughey III   | 1⁄4 m | 2:02.79 |
| 1992 | Pleasant Tap       | 5     | Gary Stevens        | Christopher Speckert  | 1⁄4 m | 1:58.95 |
| 1991 | Festin             | 5     | Ed Delahoussaye     | Ron McAnally          | 1⁄4 m | 2:00.69 |
| 1990 | Flying Continental | 4     | Corey Black         | Jay M. Robbins        | 1⁄4 m | 2:00.60 |
| 1989 | Easy Goer          | 3     | Pat Day             | C. R. McGaughey III   | 1⁄2 m | 2:29.20 |
| 1988 | Waquoit            | 5     | José A. Santos      | Guido Federico        | 1⁄2 m | 2:27.60 |
| 1987 | Creme Fraiche      | 5     | Laffit Pincay Jr.   | Woody Stephens        | 1⁄2 m | 2:30.80 |
| 1986 | Creme Fraiche      | 4     | Randy Romero        | Woody Stephens        | 1⁄2 m | 2:28.00 |
| 1985 | Vanlandingham      | 4     | Pat Day             | C. R. McGaughey III   | 1⁄2 m | 2:27.00 |
| 1984 | Slew o' Gold       | 4     | Ángel Cordero Jr.   | John O. Hertler       | 1⁄2 m | 2:28.80 |
| 1983 | Slew o' Gold       | 3     | Ángel Cordero Jr.   | Sidney Watters Jr.    | 1⁄2 m | 2:26.20 |
| 1982 | Lemhi Gold         | 4     | Chris McCarron      | Laz Barrera           | 1⁄2 m | 2:31.20 |
| 1981 | John Henry         | 6     | Bill Shoemaker      | Victor J. Nickerson   | 1⁄2 m | 2:28.40 |
| 1980 | Temperence Hill    | 3     | Eddie Maple         | Joseph B. Cantey      | 1⁄2 m | 2:30.20 |
| 1979 | Affirmed           | 4     | Laffit Pincay Jr.   | Laz Barrera           | 1⁄2 m | 2:27.40 |
| 1978 | Exceller           | 5     | Bill Shoemaker      | Charles Whittingham   | 1⁄2 m | 2:27.20 |
| 1977 | On The Sly         | 4     | Gregg McCarron      | Mel W. Gross          | 1⁄2 m | 2:28.20 |
| 1976 | Great Contractor   | 3     | Pat Day             | Roger Laurin          | 1⁄2 m | 2:28.80 |
| 1975 | Group Plan         | 5     | Jorge Velásquez     | H. Allen Jerkens      | 2 m   | 3:23.20 |
| 1974 | Forego             | 4     | Heliodoro Gustines  | Sherrill W. Ward      | 2 m   | 3:21.20 |
| 1973 | Prove Out          | 4     | Jorge Velásquez     | H. Allen Jerkens      | 2 m   | 3:20.00 |
| 1972 | Autobiography      | 4     | Ángel Cordero Jr.   | Pancho Martin         | 2 m   | 3:21.40 |
| 1971 | Shuvee             | 5     | Jorge Velásquez     | Willard C. Freeman    | 2 m   | 3:20.40 |
| 1970 | Shuvee             | 4     | Ron Turcotte        | Willard C. Freeman    | 2 m   | 3:21.60 |
| 1969 | Arts and Letters   | 3     | Braulio Baeza       | J. Elliott Burch      | 2 m   | 3:22.40 |
| 1968 | Quicken Tree       | 5     | William Hartack     | Clyde Turk            | 2 m   | 3:22.80 |
| 1967 | Damascus           | 3     | Bill Shoemaker      | Frank Y. Whiteley Jr. | 2 m   | 3:20.20 |
| 1966 | Buckpasser         | 3     | Braulio Baeza       | Edward A. Neloy       | 2 m   | 3:26.20 |
| 1965 | Roman Brother      | 4     | Braulio Baeza       | Burley Parke          | 2 m   | 3:22.60 |
| 1964 | Kelso              | 7     | Ismael Valenzuela   | Carl Hanford          | 2 m   | 3:19.20 |
| 1963 | Kelso              | 6     | Ismael Valenzuela   | Carl Hanford          | 2 m   | 3:22.00 |
| 1962 | Kelso              | 5     | Ismael Valenzuela   | Carl Hanford          | 2 m   | 3:19.80 |
| 1961 | Kelso              | 4     | Eddie Arcaro        | Carl Hanford          | 2 m   | 3:25.80 |
| 1960 | Kelso              | 3     | Eddie Arcaro        | Carl Hanford          | 2 m   | 3:19.40 |
| 1959 | Sword Dancer       | 3     | Eddie Arcaro        | J. Elliott Burch      | 2 m   | 3:22.20 |
| 1958 | Inside Tract       | 4     | Conn McCreary       | John J. Weipert Jr.   | 2 m   | 3:23.40 |
| 1957 | Gallant Man        | 3     | Bill Shoemaker      | John A. Nerud         | 2 m   | 3:23.00 |
| 1956 | Nashua             | 4     | Eddie Arcaro        | Jim Fitzsimmons       | 2 m   | 3:20.40 |
| 1955 | Nashua             | 3     | Eddie Arcaro        | Jim Fitzsimmons       | 2 m   | 3:24.80 |
| 1954 | High Gun           | 3     | Eddie Arcaro        | Max Hirsch            | 2 m   | 3:25.80 |
| 1953 | Level Lea          | 3     | William Boland      | Max Hirsch            | 2 m   | 3:27.00 |
| 1952 | One Count          | 3     | Dave Gorman         | Oscar White           | 2 m   | 3:24.20 |
| 1951 | Counterpoint       | 3     | Dave Gorman         | Sylvester Veitch      | 2 m   | 3:21.60 |
| 1950 | Hill Prince        | 3     | Eddie Arcaro        | Casey Hayes           | 2 m   | 3:22.40 |
| 1949 | Ponder             | 3     | Eddie Arcaro        | Ben A. Jones          | 2 m   | 3:22.80 |
| 1948 | Citation           | 3     | Eddie Arcaro        | Ben A. Jones          | 2 m   | 3:21.60 |
| 1947 | Phalanx            | 3     | Ruperto Donoso      | Sylvester Veitch      | 2 m   | 3:21.60 |
| 1946 | Pavot              | 4     | Eddie Arcaro        | Oscar White           | 2 m   | 3:22.60 |
| 1945 | Pot o'Luck         | 3     | Douglas Dodson      | Ben A. Jones          | 2 m   | 3:27.40 |
| 1944 | Bolingbroke        | 7     | Robert Permane      | Walter Burrows        | 2 m   | 3:27.20 |
| 1943 | Princequillo       | 3     | Conn McCreary       | Horatio Luro          | 2 m   | 3:23.80 |
| 1942 | Whirlaway          | 4     | George Woolf        | Ben A. Jones          | 2 m   | 3:21.60 |
| 1941 | Market Wise        | 3     | Basil James         | George W. Carroll     | 2 m   | 3:20.80 |
| 1940 | Fenelon            | 3     | James Stout         | James E. Fitzsimmons  | 2 m   | 3:24.40 |
| 1939 | Cravat             | 4     | Basil James         | Walter Burrows        | 2 m   | 3:23.00 |
| 1938 | War Admiral        | 4     | Wayne D. Wright     | George Conway         | 2 m   | 3:24.80 |
| 1937 | Firethorn          | 5     | Harry Richards      | Preston M. Burch      | 2 m   | 3:26.00 |
| 1936 | Count Arthur       | 4     | James Stout         | Frank Hackett         | 2 m   | 3:24.40 |
| 1935 | Firethorn          | 3     | Eddie Arcaro        | Preston M. Burch      | 2 m   | 3:24.20 |
| 1934 | Dark Secret        | 5     | Charles Kurtsinger  | Jim Fitzsimmons       | 2 m   | 3:24.60 |
| 1933 | Dark Secret        | 4     | Hank Mills          | Jim Fitzsimmons       | 2 m   | 3:25.20 |
| 1932 | Gusto              | 3     | Buddy Hanford       | Max Hirsch            | 2 m   | 3:25.20 |
| 1931 | Twenty Grand       | 3     | Charles Kurtsinger  | James G. Rowe Jr.     | 2 m   | 3:23.40 |
| 1930 | Gallant Fox        | 3     | Earl Sande          | Jim Fitzsimmons       | 2 m   | 3:24.40 |
| 1929 | Diavolo            | 4     | John Maiben         | Jim Fitzsimmons       | 2 m   | 3:24.00 |
| 1928 | Reigh Count        | 3     | Chick Lang          | Bert S. Michell       | 2 m   | 3:23.00 |
| 1927 | Chance Play        | 4     | Earl Sande          | John I. Smith         | 2 m   | 3:23.00 |
| 1926 | Crusader           | 3     | Albert Johnson      | George Conway         | 2 m   | 3:26.00 |
| 1925 | Altawood           | 4     | John Maiben         | G. Hamilton Keene     | 2 m   | 3:26.00 |
| 1924 | My Play            | 5     | Andy Schuttinger    | Roy Waldron           | 2 m   | 3:25.60 |
| 1923 | Homestretch        | 3     | Chick Lang          | Ernest Sletas         | 2 m   | 3:24.20 |
| 1922 | Mad Hatter         | 6     | Earl Sande          | Sam Hildreth          | 2 m   | 3:22.60 |
| 1921 | Mad Hatter         | 5     | Earl Sande          | Sam Hildreth          | 2 m   | 3:22.40 |
| 1920 | Man o' War         | 3     | Clarence Kummer     | Louis Feustel         | 1⁄2 m | 2:28.80 |
| 1919 | Purchase           | 3     | Clarence Kummer     | Sam Hildreth          | 1⁄2 m | 2:28.80 |

1. ↑  I 2019 års upplaga var Vino Rosso först över mål, men diskvalificerades och flyttades ner till andra plats.
2. ↑  I 1927 års upplaga var Brown Bud först i mål men diskvalificerades.
3. ↑  Endast två hästar deltog i 1920 års upplaga.